# Windkessel

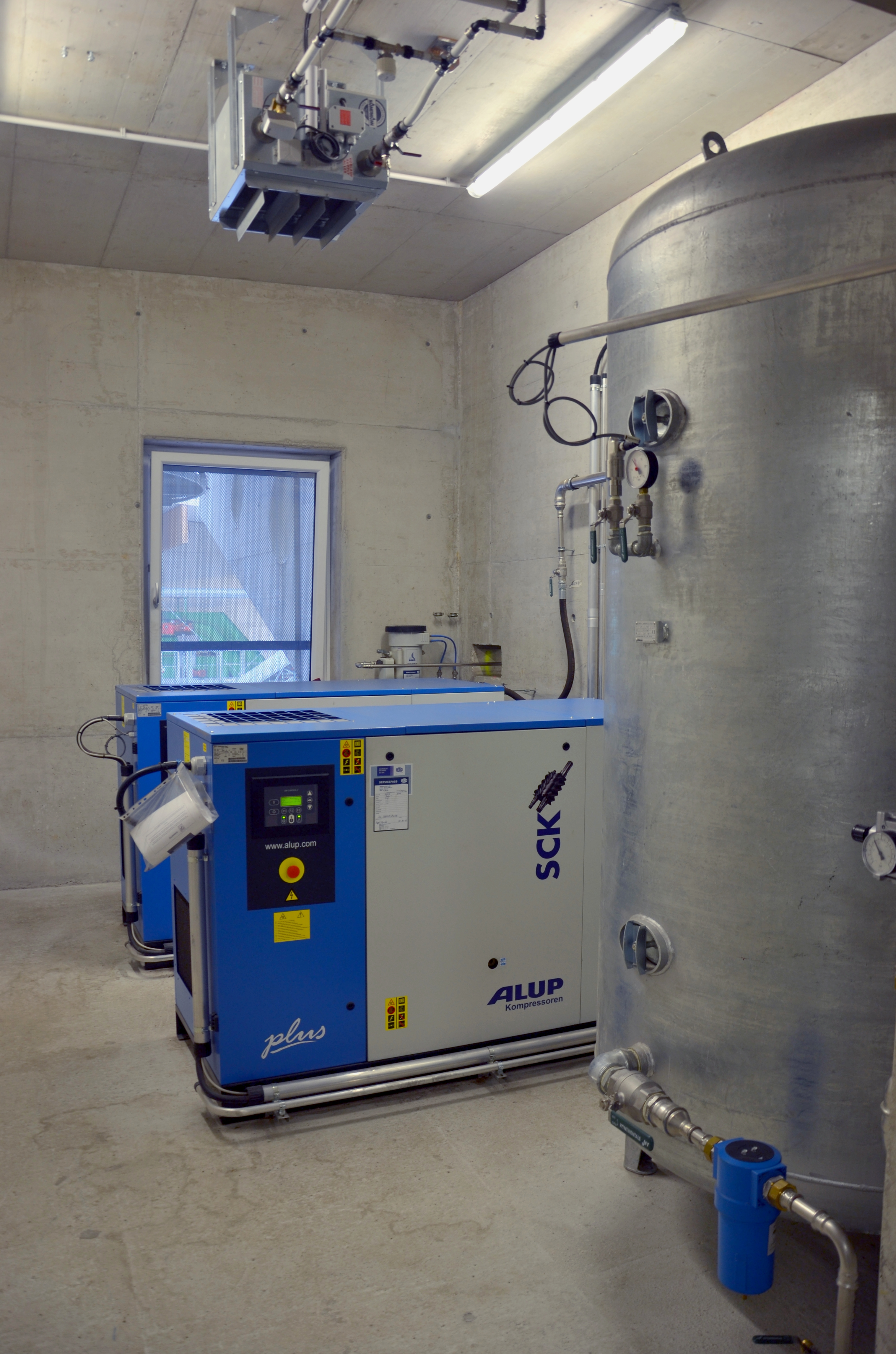
Zwei Schraubenkompressoren als Druckluftverdichter mit integriertem Kältetrockner und 3000 Liter-Windkessel (auch Druckluftspeicher genannt) rechts im Bild

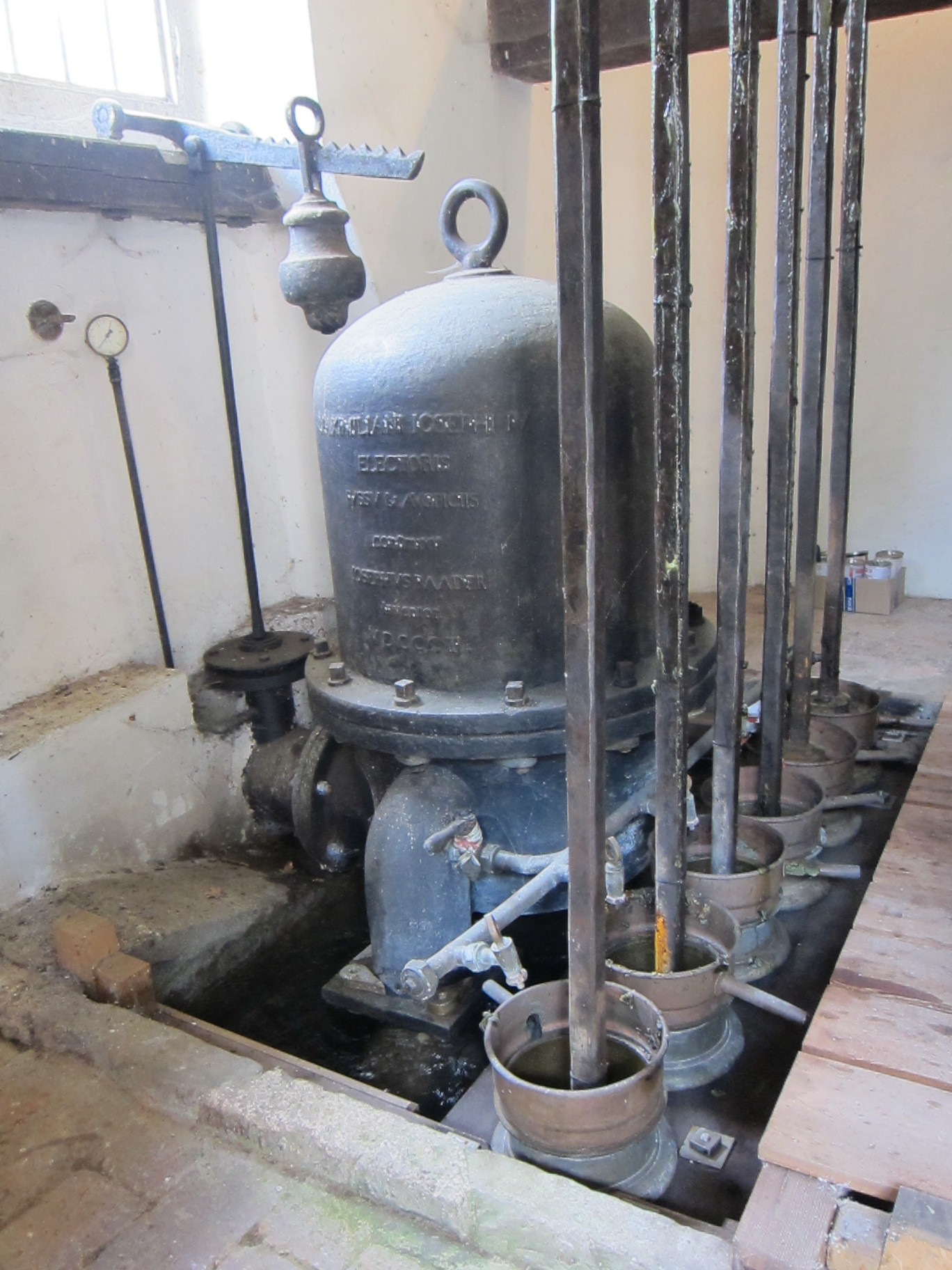
Windkessel in den Pumpwerken des Schlosses Nymphenburg, seit 1803 in Betrieb

Ein Windkessel ist ein Druckbehälter in Pumpen- und Druckluftanlagen, der zur Speicherung von Energie oder einem Fluid und zum Ausgleich von Druckschwankungen verwendet wird. Er wird vorzugsweise direkt nach dem Druckerzeuger eingebaut.
„Wind“ steht hier für „Luft“: Der Kessel ist betriebsmäßig vollständig oder teilweise mit Luft oder einem Gas gefüllt. Nicht dazu zählen (Wasser-)Dampfkessel.
Eine ähnliche Vorrichtung ist das Wasserschloss.
Gasgefüllte Windkessel, die an flüssigkeitsgefüllte Anlagen angeschlossen werden, werden auch als Hydrophore bezeichnet. 
Wenn sie dazu dienen, die temperaturbedingten Volumenänderungen der Flüssigkeit aufzunehmen, werden sie Ausdehnungsgefäß genannt.

## Aufgaben
- Ausgleich von Druckschwankungen, einschließlich der Druckstöße des Verdichters, welche Rohrnetz, Pumpen und Armaturen überlasten können; dadurch Versorgung der Verbraucher mit möglichst konstantem Betriebsdruck.
- Speicherung von Druckluft für das angeschlossene Netz und Bereitstellung von Druckluft in der unmittelbaren Nähe von Verbrauchern mit großem, plötzlichem Luftverbrauch.
- Vorabscheidung von anfallendem Kondensat aus der Druckluft, das bereits flüssig vorliegt oder durch die Abkühlung der Druckluft anfällt.

## Anwendungen
Bei der zentralen Trinkwasserversorgung werden Windkessel an den Versorgungsleitungen eingesetzt, um Druckschwankungen auszugleichen, wenn nach dem Pumpwerk keine weiteren Wasserspeicher wie erdgedeckte Wasserhochbehälter oder Wassertürme vorhanden sind.
Bei Hauswasseranlagen tritt beim Anlaufen der Pumpe Wasser in den mit Luft gefüllten Behälter, damit auch nach Abschalten der Pumpe ein gewisser Wasservorrat in der Druckleitung zur Verfügung steht und Druckstöße vermieden werden. Da Gase von Flüssigkeiten allmählich absorbiert werden können, werden beide Medien oft durch eine elastische Membran, z. B. eine Gummiblase, getrennt. In Heizungsanlagen und in Verbindung mit Warmwasserspeichern werden entsprechende Ausdehnungsgefäße verwendet.
Windkessel sind auch Bestandteil der Plungerpumpe sowie des Hydraulischen Widders.
Druckspeicher in Hydraulikanlagen besitzen kleine Volumina, können aber durch dicke Stahlwandungen einem Druck von 100 bis 1000 bar standhalten. Die Füllung besteht aus Stickstoff, um der Oxidation durch Sauerstoff vorzubeugen. Sie wird üblicherweise vorgespannt und durch eine Elastomer-Blase von der Hydraulikflüssigkeit getrennt. Inertgas kann an einem obenliegenden Ventil ein- und ausgelassen werden, um den Druckarbeitsbereich festzulegen.